# Tema (Gana)
Tema é uma cidade na costa atlântica de Gana. Com uma população de 209.000 habitantes em 2005, a cidade se encontra na região da Grande Acra, ao leste da capital estatal, Acra.

## Historia
Originariamente um pequeno povoado pescador, cresceu depois da construção de um grande porto em 1961 e hoje em dia tem o maior do país, estando o segundo na cidade de Sekondi-Takoradi. Alberga uma refinaria de petróleo e é um importante centro manufatureiro. Encontra-se unido a capital por trem e auto-estrada.

## Curiosidade geográfica
É a cidade mais próxima da posição geográfica 0º de latitude e longitude, que se encontra exatamente sobre o oceano, varias milhas ao sul, na Enseada do Benim.

## Etimologia
O nome provém da palavra Tor em idioma Ga (da família das Línguas cuás), que se traduz como Abóbora em português. Esta planta tem crescido sempre ali, razão pela qual se lhe conhecia como Torman, cidade-calabaza, já que man significa localidade na língua ashanti. Isto se viu alterado com os grupos étnicos europeus até chamar-se Tema, nos dia de hoje.

## Cidades irmãs
- Reino Unido - Greenwich, Londres
- Estados Unidos - San Diego
- Estados Unidos - Roanoke, Virgínia